# Nimm mich mit Käpt’n James auf die Reise
Nimm mich mit Käpt’n James auf die Reise ist eine Musiksendung des ZDF, die am 16. September 1982 erstausgestrahlt wurde.

## Inhalt
Auf Grundlage der LP Nimm mich mit Käpt’n James auf die Reise entstand diese Aufzeichnung 1982 im maritimen Ambiente des Schuppen Nr. 14 der Bremer Lagerhaus-Gesellschaft (BLG) in Bremen-Überseehafen. Die Titelauswahl basierte auf den damaligen Einsendungen von über 500.000 Hörern von Radio Luxemburg und Lesern der Bild-Zeitung, die aus 50 Seemannsliedern ihre Lieblingslieder auswählten. Die Moderation hatte Heinz Reincke, beteiligte Künstler waren neben dem Orchester James Last auch Milva, Lolita, Kevin Johnson, Freddy Quinn, Finkwarder Speeldeel, Elfriede Hable, Hendrik Meurkens und der Marinechor Blaue Jungs aus Bremerhaven.

## Produktionsstab (komplett)
- Moderation: Heinz Reincke
- Textbeiträge: Harald Koppelwieser
- Musikalische Leitung und Arrangements: James Last
- Musikproduktion: Deutsche Grammophon GmbH
- Musikaufnahmen: Peter Klemt
- Technische Leitung: Bodo Vetterlein
- Bildtechnik: Joachim Ross
- Ton: Ferdinand Haas
- Kamera: Dieter Schneider, Michael Donecker, Wolfgang Fritzberg, Uwe Hoffmann, Henning Juhl, Horst Thomas
- Bildschnitt: Barbara Hein
- MAZ-Schnitt: Karin Fleckner, Hans Peter Wizemann, Rolf Kahser
- Regie-Assistenz: Marion Daniel
- Maske: Regina Dwars, Babette Juli
- Kostüme: Helgard Eder
- Bühnenbild: Peter Herrmann
- Aufnahmeleitung: Herbert Kluck
- Produktionsleitung: Karl-Heinz Sieg
- Redaktion: Harald Müller
- Regie: Ekkehard Böhmer[1]

## Gespielte Titel
Intro und Outro der Sendung: Nimm uns mit, Kapitän, auf die Reise (Orchester James Last)
1. Eine Seefahrt, die ist lustig (Orchester James Last)
2. Fahr mich in die Ferne, mein blonder Matrose (Interpret: Lolita)
3. Das ist die Liebe der Matrosen (Orchester James Last)
4. Rolling Home (Kevin Johnson)
5. What shall we do with the drunken sailor (Marinechor Blaue Jungs aus Bremerhaven)
6. Wo die Nordseewellen (Orchester James Last)
7. Der Junge von St. Pauli (Freddy Quinn)
8. Heut’ geht es an Bord (Orchester James Last)
9. Nimm uns mit, Kapitän, auf die Reise (Heinz Reincke)
10. Medley: Kleine weiße Möwe / Schön ist die Liebe im Hafen (Orchester James Last) *)
11. Ein Schiff wird kommen (Milva)
12. Medley: Ob in Bombay, ob in Rio / Blaue Nacht am Hafen / Hejo hejo, Gin und Rum (Orchester James Last) *)
13. Kleine Möwe, flieg nach Helgoland (Mundharmonika: Hendrik Meurkens)
14. My bonnie is over the ocean (Kevin Johnson)
15. Junge, komm bald wieder (Mundharmonika: Hendrik Meurkens)
16. Die Gitarre und das Meer (Orchester James Last)
17. Hein spielt abends so schön auf dem Schifferklavier (Finkwarder Speeldeel) *)
18. Biscaya (Orchester James Last)
19. Seemann, deine Heimat ist das Meer (Lolita) *)
20. Sie hieß Mary Ann (Orchester James Last)
21. Aloha Oe (Konzertsäge: Elfriede Hable)
22. Einmal noch nach Bombay (Mundharmonika: Hendrik Meurkens)
23. La Paloma (Freddy Quinn)

Die mit *) markierten Titel wurden nicht auf der gleichnamigen LP Nimm mich mit Käpt’n James auf die Reise veröffentlicht. 